# Salim Dada
Salim Dada (en arabe : سليم دادة), né le 7 mai 1975 à Laghouat, est un compositeur, musicologue, musicien et chef d'orchestre algérien.
Il est aussi docteur en médecine générale, dessinateur et réalisateur de passion. Président du Conseil National des Arts et des Lettres au Ministère de la culture algérien en 2019, le 2 janvier 2020 il est nommé Secrétaire d'État chargé de la production culturelle au nouveau gouvernement du Président Tebboune.

## Études
Compositeur, musicologue et musicien poly-instrumentiste (guitare, kwitra, ‘ud, buzuq, ukulélé, percussions…), Salim Dada a d’abord effectué des études de médecine et obtenu un premier doctorat de la Faculté de Médecine d'Alger en 2005.
Après une dizaine d'années d’apprentissage instrumental et de composition en autodidacte, il étudie l’Écriture musicale (harmonie, contrepoint, analyse) avec la théoricienne Gulnara Bouyagoub à l’Institut National Supérieur de Musique à Alger et le compositeur Jean-Luc Kuczynski à l’école d’écriture et de composition musicale à distance « Polyphonies » en France (2002-2005), la Direction d’orchestre avec le maestro Guido Maria Guida (it) au conservatoire d'État de Turin (2008-2010), et la Musicologie à l’Université Paris-Sorbonne où il obtient une Maîtrise et un grade de Master Recherche en Musique et Musicologie (2010-2012). Depuis, il prépare une thèse de doctorat en musicologie sur « Al-Adhân : l’appel à la prière en Islam», dirigé par François Picard à l’Université Paris-Sorbonne et l’Institut de Recherche en Musicologie (CNRS, BnF).

## Compositions

Salim Dada en train de composer son poème symphonique Tableaux d'une vie arabe, Paris 2012

Entre 2006 et 2009, Salim Dada était le premier compositeur en résidence de l’Orchestre Symphonique National d’Algérie. Durant cette période, il a créé sept nouvelles œuvres symphoniques qui ont eu un grand accueil public : Fantaisie sur un air andalou pour flûte et orchestre, le poème symphonique Souvenirs d’enfance et les danses symphoniques Lounga Nahawound, Lounga Dil et Bent Essahra. Après un séjour italien de deux ans, il est à Paris et devient depuis 2011, compositeur en résidence de l’Orchestre Symphonique Divertimento dirigé par Zahia Ziouani. Avec cet orchestre francilien il crée plusieurs nouvelles partitions : Afri. Rhapsodie Africaine (à l’occasion des Olympiades de Londres 2012), le poème symphonique Tableaux d’une vie arabe (Lauréat des commandes Fonds d’Action SACEM 2012), l’ouverture symphonique Dzaïr (créée à La Fête de l’Humanité 2013), ainsi que la danse symphonique Taous pour nêy et orchestre (2018).
Considéré parmi les compositeurs arabes et méditerranéens les plus prolifiques, Salim Dada est associé à la SACEM et l’ONDA et possède à son actif plus de 120 compositions (symphonique, musique de chambre, takht arabi, guitare, soli, musique pour image, musique didactique, etc.) qui ont été primées et jouées par plusieurs orchestres et formations musicales dans plusieurs pays du monde (Algérie, France, Allemagne, Italie, Syrie, Égypte, Pays-Bas, Espagne, États-Unis, Argentine, Bolivie, Qatar, Tunisie, Palestine, Jordanie, Liban, Belgique, Portugal, Maroc, Autriche, Le Vatican, Inde, Pérou, Colombie…)
Outre ses compositions instrumentales et vocales, Salim Dada a signé des BO d'importants films tels que Ben Boulaïd (2008) du réalisateur algérien Ahmed Rachedi, Augustine, Son of Her Tears (2016) du réalisateur égyptien Samir Seif (ar) et Ibn Badis (2017) du réalisateur syrien Basel Al-Khatib, ainsi que le ballet La flamme du Sahara, chorégraphie de Fatma-Zahra Namous et d’Ahmed Khemis et création du Ballet National en 2016.
Salim Dada est le premier compositeur algérien et parmi les rares arabes à avoir composé :

- une wasla : Waçlat al-Ashwaq (2006), en 13 parties et de durée de 65–70 minutes ;

- des œuvres symphoniques sur des formes traditionnelles telles que les samai, lounga, sirto, nouba, bédouin... : Samai Ashwaq (2007), Lounga Nahawound (2007), Lounga Dil (2009), le Sirto Nekriz Freedom dance (2006), l'ouverture symphonique Dzaïr (2013), la danse symphonique Ben Essahra (2008) ;

- des quatuors à cordes : Fine dell'inizio (2009), Miniatures Algériennes (2010) ;

- des duos de violons : Conversations, douze duos pour deux violonistes (2008-2009) ;

- des œuvres pour clavecin : En souvenir de Bach, Vagues et Cascades, Sama'i pour clavecin préparé (2010) ;

- des dizaines de pièces de guitare, des duos et des solo avec orchestre : Histoire de la montagne d'olivier, Gharnata, Hélala, Héddi Ostinato, Paix sur toi, Ya Qalbi, Au chemin du retour, La ballade méditerranéenne, etc.
Il est également le compositeur de l'Hymne africain des travailleurs, Africana, en trois langues (anglais, français, arabe) sur un texte de Azzedine Mihoubi et dont la première présentation a eu lieu à Alger lors de la 41e Conférence de l'Organisation de l'Union Syndicale Africaine, le 27 septembre 2018.
Considéré comme un grand symphoniste maitrisant l'art de l'orchestration, Salim Dada est un artiste engagé pour la culture algérienne dans ses dimensions les plus larges : amazighes, arabes, africaines, méditerranéennes et orientales. On y trouve ces éléments rythmiques, modaux et timbriques dans ses partitions, ainsi que d'autres techniques plus occidentales et contemporaines. Ses partitions se définissent comme universelles et transcendent ainsi les clivages Orient/Occident et les combats idéologiques et scolastiques.
Le 31 octobre 2016, Salim Dada a été honoré au Cairo House Opera par le 25e Festival et Congrès de la Musique Arabe pour l’ensemble de son œuvre et son apport à la musique arabe contemporaine.

## Partenaires artistiques

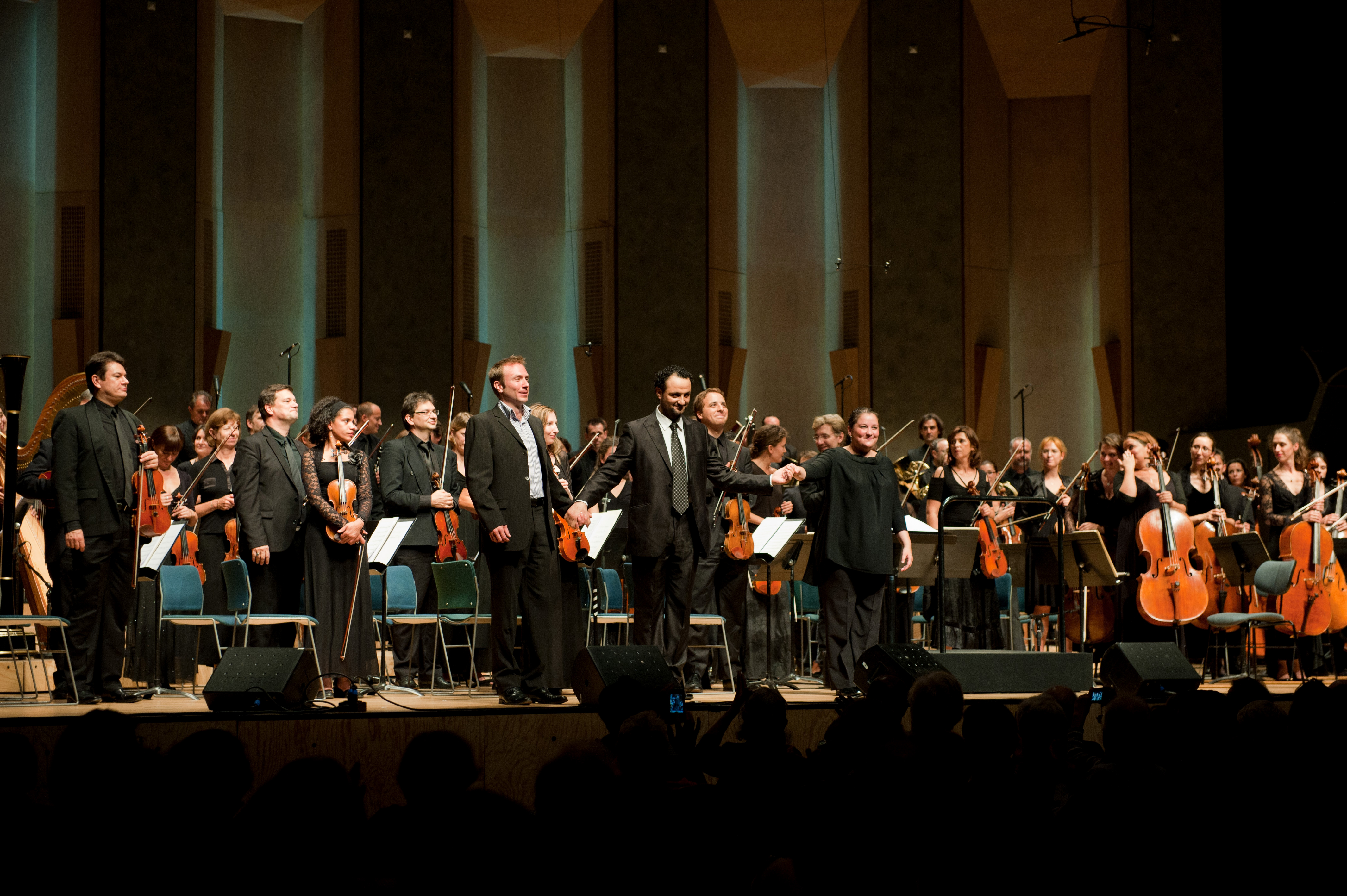
Olivier Penard, Salim Dada et Zahia Ziouani avec l'Orchestre Symphonique Divertimento, présentation du dytique musical Prélude au Livre des haltes/Tableaux d'une vie arabe, Cité de la musique, Paris, 11 septembre 2012

Salim Dada a collaboré avec plusieurs orchestres et formations musicales dans le monde qui ont présentées, voire, enregistrées ses musiques : Orchestre Symphonique National (Algérie), Orchestre Symphonique Divertimento (France), Bulgarian Symphony Orchestra SIF - 309, Qatar Philharmonie Orchestra, Cairo Symphony Orchestra, Punto Rec Orchestra (composé de musiciens de l'Orchestra Nazionale della RAI, Orchestra del Teatro Reggio di Torino et la Cameristica della Scala di Milano), Chœur & Orchestre Sorbonne Universités, Palestine Youth Orchestra, Arab Youth Philharmonie Orchestra, Euro-Mediterranean Youth Orchestra, Syrian Expat Philharmonie Orchestra, Orchestra d’archi del Perinaldo Festival, Orchestra Internacional « Pequeñas Huellas » de niños para la page, Orchestre Philharmonique du pays de Fontainebleau (France), Orquestra de Cambra Terrassa48 (orchestre d'archets, Espagne), Ensemble Conductus (orchestre d'archets, Italie), Boho Players (orchestre d'archets, Belgique), Alexandrie Opera House Orchestra (Égypte), Fiarì Ensemble (musique contemporaine, Italie), Ars Ludi Ensemble (trio de percussions, Italie), Calefax Reed Quintet (quintet de bois, Pays-Bas), Ensemble Aparté (orchestre de chambre, France), L’Una e Cinque (quintet vocal, Italie), Seattle Chamber Players (quatuor bois/archets, USA), Xenia Ensemble (quatuor à cordes, Italie), etc.
Plusieurs chefs d'orchestre dans le monde ont dirigé et enregistré les œuvres de Salim Dada. Parmi eux : Hikotaro Yazaki (Japon), Zahia Ziouani (France), Guido Maria Guida (Italie), Nayer Nagui (Égypte), Deyan Pavlov (Bulgarie), Fabio Gurian (Italie), David Ramael (Belgique), Marcello Fera (Italie), Marilena Solavagione (Italie), Corinna Niemeyer (Allemagne), Walter L. Mik (Allemagne), Amine Kouider (Algérie), Rachid Saouli (Algérie), Nahel Halabi (Syrie), Sian Edwards (Angleterre).
En 2010 Salim Dada créé à Turin son quatuor à cordes "Takht DADA" composé de Giacomo Agazzini (violon), Umberto Fantini (violon), Maurizio Redegoso Kharitian (alto) et Claudia Ravetto (violoncelle). Avec eux il va créer ses premiers opus quartettistes : Fine dell’inizio, Miniatures Algériennes et les 12 duos Conversations.
Salim Dada est également membre fondateur du "Shuluq Ensemble" avec les musiciens italiens Calogero Giallanza (it) (flutes) et Andrea Piccioni (it) (frame drums et percussions) ; un trio dans lequel il joue la guitare et la kwitra, chante, compose et se produit depuis 2013.
De nombreux autres solistes et interprètes de renommée internationale ont travaillé avec Salim Dada autour de ses compositions ou partagé la scène avec lui. On cite : Karima Skalli (chant arabe), Theodosii Spassov (kaval), Cyprien Katsaris (piano), Sodi Braide (piano), Antonino Siringo (piano), Todor Petrov (piano), Marouan Benabdallah (piano), Djura (chanteuse kabyle), Johanne Cassar (soprano), Sergio Puccini (guitare), Olivier Pelmoine (guitare), Angelika Moths (clavecin), Mauro Squillante (mandoline), Mohy Idine Loukili (‘ud), Helmi Mhadhbi ('ud), Nathalie Villedieu-Afchain (saxophone), Lyamine Hammar (nêy), Michele Partipilo (duduk), Marco Andrioletti (chant), Filippo Luna (acteur), Francesco Randazzo (acteur et dramaturge), Berkane Mekhademi (violon arabe), Assan M'baye (tambour sabar), Nicolas Derolin (percussions orientales), Simone Pulvano (percussions), et plein d’autres.

## Activités scientifiques et postes de responsabilité
Salim Dada est également chercheur musicologue et un auteur régulier d’articles scientifiques, chapitres d’ouvrages collectifs et notices musicologiques. Ses centres d’intérêt se portent sur l’étude et l’analyse des musiques algériennes, l’organologie nord-africaine, l’ethnographie musicale de l’époque coloniale, l’appel à la prière et les musiques rituelles en Islam, la rythmologie, les musiques d’Azerbaïdjan, les compositions pour guitare, etc. Il communique et écrit en français, en arabe et en italien et a participé dans maintes contrées, symposiums et colloques internationaux en Algérie, France, Italie, Syrie, Liban, Égypte et Tunisie.
Professeur de guitare classique et de musique depuis 1996. Après un périple européen de plusieurs années, Salim Dada retourne à la fin 2014 en Algérie et rejoint en tant que chercheur musicologue le Centre National de Recherches en Préhistoire, Anthropologie et Histoire (CNRPAH) à Alger et devient en 2015, responsable du Laboratoire d’organologie au Centre des Études Andalouses à Tlemcen (annexe CNRPAH). Il dispense également des cours de Guitare, de Formation Musicale, d'Analyse musicale et de Direction d’orchestre à l’École Normale Supérieure de Kouba, l’Institut National Supérieur de Musique d'Alger et la Garde Républicaine Algérienne.
En 2018, l’Office National des Droits d’Auteurs et des Droits Voisins (ONDA) le nomme Président de la Commission d’identification des œuvres musicales.
En 2019, il est nommé Président du Conseil National des Arts et des Lettres, conseil consultatif qui agit auprès du Ministère de la culture algérien. La même année, il est désigné comme Point focal de l'UNESCO en Algérie pour la Convention 2005 pour "le développement et la promotion de la diversité des expressions culturelles". Il est également responsable de la rédaction du Rapport Périodique Quadriennal de l'Algérie de 2020.
Le 2 janvier 2020, il est nommé Secrétaire d'État chargé de la production culturelle au nouveau gouvernement du Président Tebboune dirigé par le Premier ministre Abdelaziz Djerad.

## Projets avec la jeunesse
En termes de projets éducatifs avec les jeunes, Salim Dada a mené plusieurs projets culturels en lien avec le public jeune et scolaire, et ce, depuis ses débuts.
Sa composition Ashwaq était lauréate pour la tournée été 2007 de l'Arab Youth Philharmonic Orchestra (Bonn, Bayreuth, Warmensteinach) ainsi que sa danse symphonique Lounga Nahawound pour le stage et le concert de l’Euro-Mediterranean Youth Orchestra à Damas (juillet 2008).
Il a également collaboré, durant son séjour italien, dans trois projets créatifs avec différentes classes et formations musicales du Conservatoire Giuseppe Verdi de Turin pour lesquelles il a composé Love Song pour le baby orchestra (2008), Fine dell’inizio son premier quatuor à cordes pour la classe de musique de chambre de Claudia Ravetto (2009) et les Conversations qui sont 12 duos pour des violonistes pour les élèves de la classe de violon de Giacomo Agazzini (2010).
En 2010, Salim Dada a été l’invité d’honneur en tant que compositeur et chef d’orchestre au fameux festival d’archets le Perinaldo Festival en Italie qui s’est clôturé par un concert monographique consacré aux œuvres de Dada. Dans la même année, il a collaboré avec l’orchestre des jeunes musiciens pour la paix, l’Orchestra Internacional Pequeñas Huellas, et a composé Marcia per la pace, une marche pour la paix qui a été chantée en plusieurs langues (arabe, anglais, français, italien, espagnol, turc...).
En 2013, sa danse symphonique Bent Essahra a été portée par les élèves de l’Académie Divertimento et le Palestine Youth Orchestra (plusieurs concerts en France, Palestine et Jordanie).
En 2014, Salim Dada a été le concepteur et le compositeur du conte musical Le cri de Noura (durée 1h) qui a été créé lors du « Forum des écoles de musique du 95 » avec six conservatoires du Val-d’Oise (Argenteuil, Beauchamp, Herblay, Bezons, Cormeilles-en-Parisis et Montigny-les-Cormeilles).
Sa création L’amour est ma croyance pour mezzo-soprano, takht arabe et orchestre symphonique sur un poème d’Ibn Arabi a été interprétée le 16 mars 2018 par le commanditaire de cette partition, l’Orchestre Sorbonne Universités dirigé par Corinna Niemeyer avec la voix soliste de la diva marocaine Karima Skalli.
En complément de ses activités pédagogiques avec les jeunes musiciens issus des instituts de musique et des conservatoires en Algérie, Salim Dada a créé en 2018 et en partenariat avec l'Office National des Droits d'Auteurs et des Droits Voisins (ONDA) un nouvel orchestre symphonique destiné aux jeunes, Orchestre des Jeunes d'Algérie. La première session de l'OJA a eu lieu à Alger la fin de l'année 2018, avec 100 musiciens venant de tout le pays[réf. nécessaire]. La deuxième session a été consacrée aux archets et s'est déroulée à Jijel avec une tournée dans l'est du pays. L'OJA investit l'espace public et propose des concerts dans des théâtres en plein air, les places et les jardins publics, avec un programme musical qui va de la musique baroque à la musique du XXe siècle, en passant par le romantisme nordique et le jazz américain ainsi que les compositions originales de son directeur artistique et musical, Salim Dada.